# غواصة يو-118
كانت الغواصة يو-118 واحدة من 329 غواصة خدمت في البحرية الإمبراطورية الألمانية خلال الحرب العالمية الأولى.

## معرض صور

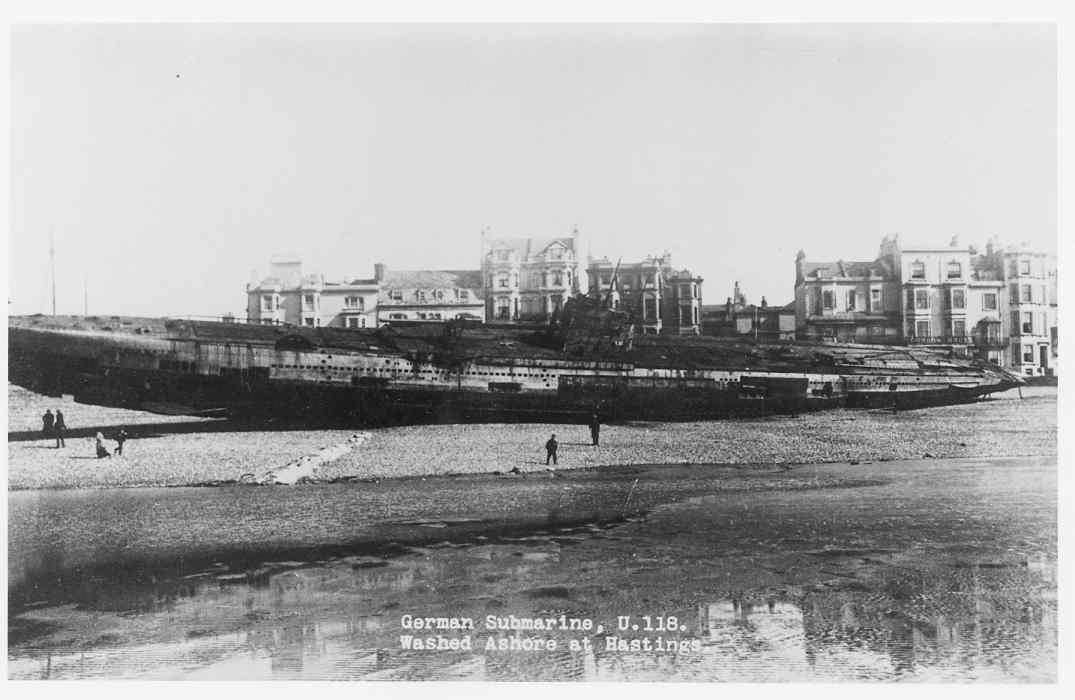
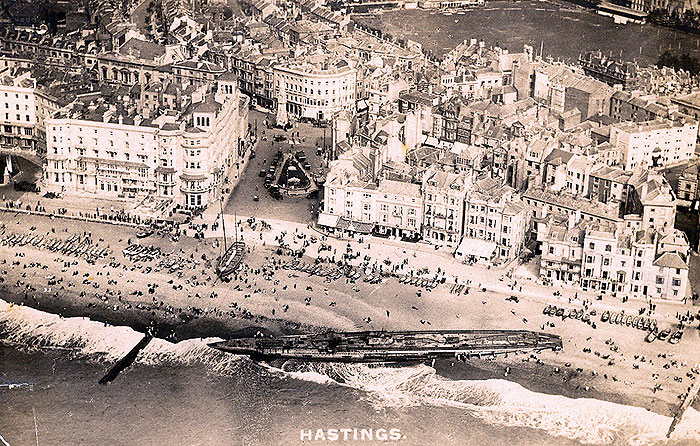
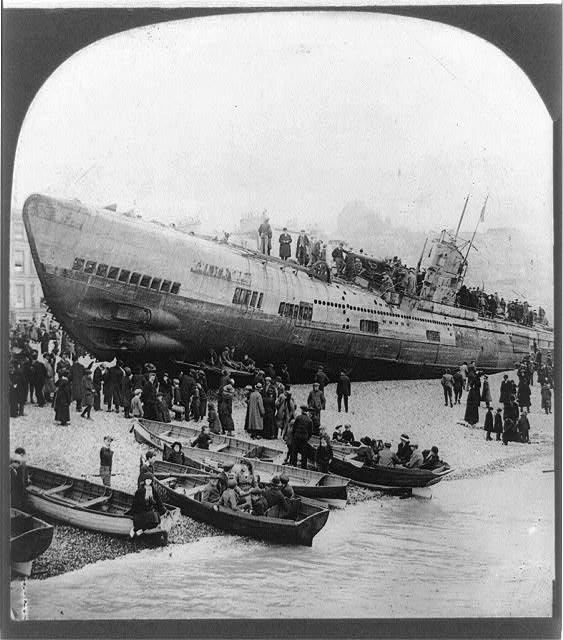
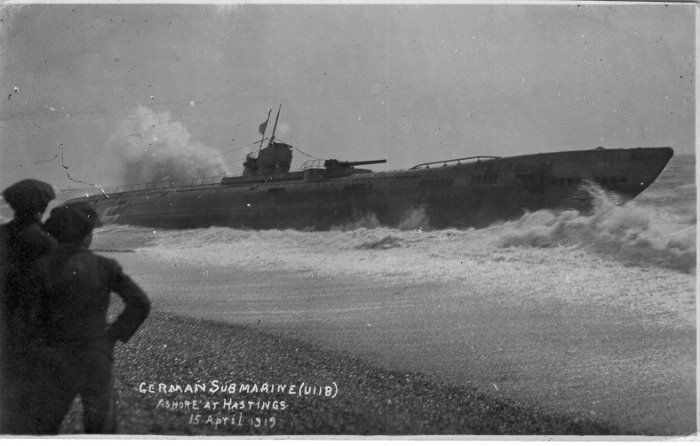
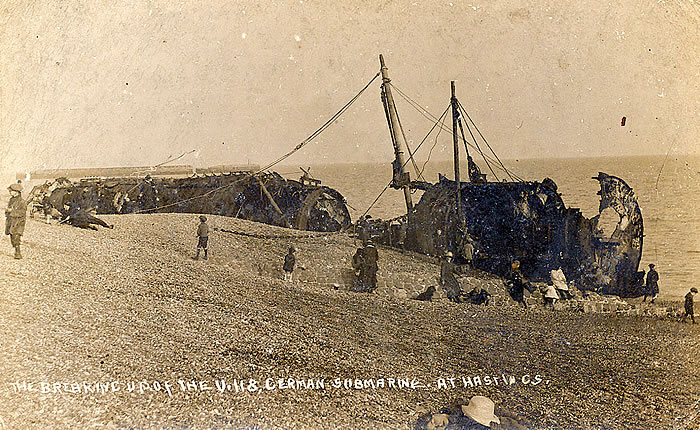
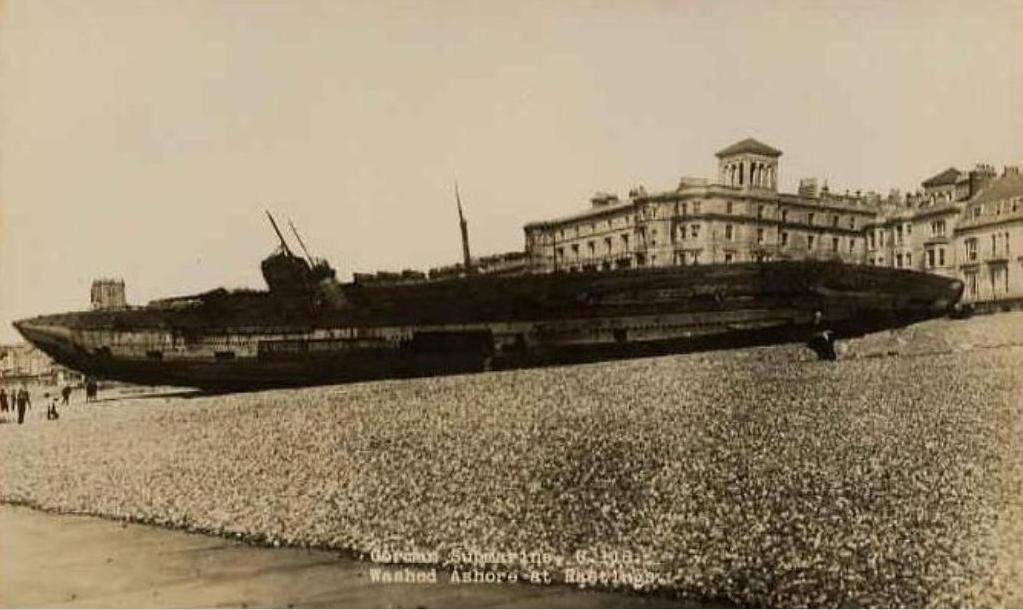